# Hertsa (vùng)

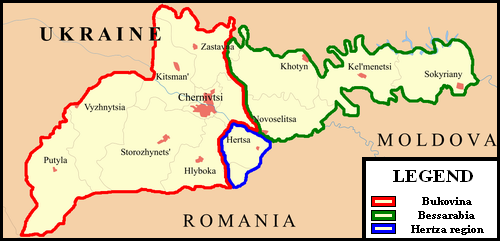
Bản đồ tỉnh Chernivtsi với các vùng lịch sử được đánh dấu: đỏ: Bắc Bukovina, lam: Hertsa, lục: Bắc Bessarabia

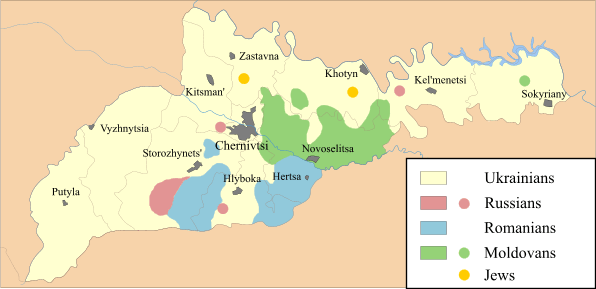
Thành phần dân tộc tỉnh Chernivtsi trong thập niên 1980

vùng Hertsa, còn gọi là vùng Hertza (tiếng Ukraina: Край Герца, đã Latinh hoá: Kraj Herca; tiếng Romania: Ținutul Herța), là một khu vực nằm xung quanh thị trấn Hertsa thuộc huyện Chernivtsi của tỉnh Chernivtsi ở miền tây nam Ukraina, gần biên giới với Romania. Vùng này có diện tích khoảng 304 km2 (117 dặm vuông Anh), với dân số khoảng 32.300 người (năm 2001), 93% trong đó là người dân tộc Romania.

## Lịch sử
Lãnh thổ này trong lịch sử là một phần của Moldavia, là một trong năm huyện của hạt Dorohoi. Sau Hiệp ước Molotov–Ribbentrop ngày 23 tháng 8 năm 1939, Liên Xô ban hành vào ngày 26 tháng 6 năm 1940 một tối hậu thư cho Romania đe dọa sử dụng vũ lực. Chính phủ Romania đáp lại tối hậu thư của Liên Xô, đồng ý rút quân khỏi các vùng lãnh thổ để tránh xung đột quân sự. Vài ngày sau, Bessarabia và Bắc Bukovina bị Liên Xô chiếm đóng, và vùng Hertsa bị đưa về Cộng hòa Xã hội Chủ nghĩa Xô viết Ukraina. Vì không được đề cập trong tối hậu thư, việc sáp nhập vùng Hertsa đã không được Romania đồng ý. Khu vực này (cùng với phần còn lại của Bessarabia và Bukovina) bị Romania chiếm lại trong giai đoạn 1941–1944 trong cuộc tấn công của phe Trục vào Liên Xô trong Thế chiến thứ hai, cho đến khi Hồng quân chiếm lại nó vào năm 1944. Việc Liên Xô sáp nhập lãnh thổ này đã được quốc tế công nhận theo các Hiệp ước Hòa bình Paris năm 1947.
Romania và Ukraina đã ký kết và phê chuẩn một thỏa thuận biên giới và là các bên ký kết các hiệp ước và liên minh quốc tế mà theo đó bác bỏ bất kỳ yêu sách lãnh thổ nào. Các tổ chức người Romania trong khu vực coi Hertsa là thuộc về Romania trong lịch sử, việc bị Liên Xô tách khỏi vào năm 1940 là vi phạm luật pháp quốc tế. Phóng viên của "Khu vực mới", Sergei Vulpe, có tham khảo tờ báo Bucharest Ziua đã đưa tin vào ngày 17 tháng 4 năm 2008 rằng Tổng thống Romania Traian Băsescu tuyên bố rằng nếu Ukraina muốn sáp nhập Transnistria, thì họ nên trả lại Nam Bessarabia (Budjak) và Bắc Bukovina (tỉnh Chernivtsi bao gồm vùng Hertsa) cho Moldova.